# 2017年亞洲冬季運動會競速滑冰比賽
2017年亞洲冬季運動會競速滑冰比賽於2月19日至23日在帶廣之森室內競速滑冰場舉行。共有14個項目（男女各半）賽事將舉行。

## 獎牌榜
| 排名 | 国家／地区 | 金牌 | 银牌 | 铜牌 | 總數 |
| ---- | ---------- | ---- | ---- | ---- | ---- |
| 1    | 日本       | 7    | 9    | 7    | 23   |
| 2    | 韩国       | 6    | 3    | 3    | 12   |
| 3    | 中国       | 1    | 1    | 3    | 5    |
| 4    |            | 0    | 1    | 1    | 2    |
| 总计 | 总计       | 14   | 14   | 14   | 42   |

## 獎牌得主

### 男子
| 項目       | 金牌                                   | 金牌       | 银牌                                           | 银牌     | 铜牌                                                      | 铜牌     |
| 500公尺    | 高亭宇 · 中国（CHN）                   | 34.69 GR   | 长谷川翼 · 日本（JPN）                         | 34.79    | 车旼奎 · 韩国（KOR）                                      | 34.94    |
| 1000公尺   | 小田卓朗 · 日本（JPN）                 | 1:09.33 GR | 丹尼斯·库津 · （KAZ）                          | 1:09.64  | 中村骏佑 · 日本（JPN）                                    | 1:09.76  |
| 1500公尺   | 金民錫 · 韩国（KOR）                   | 1:46.26 GR | 小田卓朗 · 日本（JPN）                         | 1:46.76  | 近藤太郎 · 日本（JPN）                                    | 1:47.88  |
| 5000公尺   | 李承勳 · 韩国（KOR）                   | 6:24.32 GR | 土屋良辅 · 日本（JPN）                         | 6:29.67  | 一户诚太郎 · 日本（JPN）                                  | 6:31.84  |
| 10000公尺  | 李承勳 · 韩国（KOR）                   | 13:18.56   | 土屋良辅 · 日本（JPN）                         | 13:23.74 | 一户诚太郎 · 日本（JPN）                                  | 13:44.73 |
| 集體出發賽 | 李承勳 · 韩国（KOR）                   | 8:12.72    | 威廉森师圆 · 日本（JPN）                       | 8:13.25  | 金民錫 · 韩国（KOR）                                      | 8:13.69  |
| 團體追逐賽 | 韩国（KOR） · 朱炯俊 · 金民錫 · 李承勳 | 3:44.32 GR | 日本（JPN） · 中村奖太 · 威廉森师圆 · 土屋良辅 | 3:45.93  | （KAZ） · Dmitry Babenko · 丹尼斯·库津 · Fyodor Mezentsev | 3:59.37  |

### 女子
| 項目       | 金牌                                           | 金牌       | 银牌                                   | 银牌    | 铜牌                             | 铜牌    |
| 500公尺    | 小平奈绪 · 日本（JPN）                         | 37.39 GR   | 李相花 · 韩国（KOR）                   | 37.70   | 鄉亞里砂 · 日本（JPN）           | 37.73   |
| 1000公尺   | 小平奈绪 · 日本（JPN）                         | 1:15.19 GR | 高木美帆 · 日本（JPN）                 | 1:15.31 | 张虹 · 中国（CHN）               | 1:15.75 |
| 1500公尺   | 高木美帆 · 日本（JPN）                         | 1:56.07 GR | 押切美沙纪 · 日本（JPN）               | 1:58.13 | 张虹 · 中国（CHN）*              | 2:00.14 |
| 3000公尺   | 高木美帆 · 日本（JPN）                         | 4:05.76 GR | 金宝凛 · 韩国（KOR）                   | 4:07.80 | 佐藤绫乃 · 日本（JPN）           | 4:10.07 |
| 5000公尺   | 金宝凛 · 韩国（KOR）                           | 7:12.58    | 韩梅 · 中国（CHN）                     | 7:15.94 | 归山麻衣 · 日本（JPN）           | 7:16.24 |
| 集體出發賽 | 高木美帆 · 日本（JPN）                         | 8:21.81    | 佐藤绫乃 · 日本（JPN）                 | 8:21.88 | 金宝凛 · 韩国（KOR）             | 8:47.46 |
| 團體追逐賽 | 日本（JPN） · 押切美沙纪 · 高木菜那 · 佐藤绫乃 | 3:00.08 GR | 韩国（KOR） · 朴智玗 · 卢善英 · 金宝凛 | 3:06.67 | 中国（CHN） · 赵欣 · 刘晶 · 韩梅 | 3:10.23 |

* 根据亚洲奥林匹克理事会的规定，一个代表团不能在单届亚洲冬季运动会的同一个小项上包揽全部三枚奖牌，因此中国选手张虹虽然在女子1500米项目上仅次于四名日本选手排名第五，但仍获得一枚铜牌。

## 參賽國家和地區
總共有10個國家和地區派員參賽。澳洲和紐西蘭為受邀國家，並不會頒發任何獎牌。
- （1）
- 中国（20）
- 中华台北（1）
- 印度（3）
- 日本（20）
- （10）
- 蒙古（7）
- 新西兰（1）
- 韩国（18）
- 泰国（1）